# Vlastimir (srbski knez)
Vlastimir (srbsko Властимир, Vlastimir, grško starogrško Βλαστίμηρος, Vlastímiros) je bil srbski knez (veliki župan), ki je vladal  približno od leta 830 do 851, * pred 805, † okrog 851.
O njegovi vladavini je malo podatkov. V Srbiji je vladal v času, ko jo je ogrozila do takrat miroljubna  Bolgarija, ki je znatno razširila svoje ozemlje proti jugovzhodu in obkrožila Srbijo.
V tistem času je Bolgarsko in Bizantinsko cesarstvo vezala mirovna pogodba. Bizantinski cesar Teofil zato kljub temu, da je bil srbski suveren, v morebitni vojni z Bolgari ni mogel posredovati. Kan Presijan je zato leta 839 napadel Srbijo in sprožil tri leta trajajočo vojno, v kateri je bila bolgarska vojska popolnoma uničena. Vlastimir se je zatem obrnil proti zahodu in svoje ozemlje razširil globoko v zaledje Dalmacije. Bil je tudi ustanovitelj prve srbske vladarske dinastije Vlastimirovićev.

## Ozadje

### Srbsko kraljestvo in družinska zgodovina
Vlastimirjev daljni prednik je bil Neznani knez (arhont),  ki je pripeljal Srbe na Balkan in dobil zaščito bizantinskega cesarja Heraklija (vladal 610-641). Srbi so bili v tistem času organizirani v župe, konfederacije  vaških skupnosti, ki so jih vodili  lokalni župani. Županstvo je sčasoma postalo dedno in župan se je pretvoril v kneza, kateremu so morali v vojni vsi pomagati. Cesar Konstantin VII. Porfirogenet (vladal 913–959)  v De administrando imperio omenja, da je srbski prestol podedoval prvorojenec aktualnega vladarja in da je bil v nekem obdobju v kneževini triumvirat. Srbi so v 10. stoletju ustanovili več kneževin: Srbijo, ki je obsegala kasnejšo province Raško, vključno z Bosno, in del Zagore, ter Paganijo, Zahumje, Travunijo in Dukljo. 
Prvi po imenu znani srbski monarh je bil Vlastimirjev prapraded Višeslav, ki je bil sodobnik Karla Velikega (vladal 768-814). Posedoval je dedne pokrajine v porečjih Neretve, Tare, Pive in Lima. Cesar Konstantin VI. je leta 785 zasedel slovansko pokrajino Sklavinijo (Makedonijo) južno od Vlastimirjevega ozemlja. Višeslava je nasledil Radoslav, njega pa Prosigoj, ki sta vladala v času upora Ljudevita Posavskega proti Frankom (819–822).  Po Letopisih Frankovskega kraljestva, napisanih leta 822, je Ljudevit iz svojega sedeža v Sisku odšel k Srbom v zahodno Bosno, ki so vladali tudi velikemu delu Dalmacije.

### Vzpon Bolgarov
Vzhodno od Srbije se  je hitro krepili Bolgarski kanat. Kan Krum je leta 805 podjarmil Braničevce, Timočane in Obodride v vzhodni Srbiji, odpustil njihove plemenske poglavarje in jih zamenjal z uradniki, ki jih je imenovala centralna bolgarska vlada.  Leta 815 so Bolgari in Bizantinci podpisali tridesetletno mirovno pogodbo.
Med vladavino kana Omurtaga  (vladal 814-831) so se leta 815  Braničevci, Timočani in druga plemena ob meji uprli  Bolgarom in se odcepili, ker so z reformo državne uprave  izgubili večino lokalne samouprave. Timočani so prekinili zavezništvo (societas) z Bolgari in skupaj z Donavskimi Obodridi    in Guduščani iskali pomoč cesarja svetega rimskega cesarja Ludvika Pobožnega (vladal 813-840) in se z njim sestali na dvoru v Herstalu. Timočani so se preselili na frankovsko ozemlje nekam v Spodnjo Panonijo in so zadnjič omenjeni leta 819, ko jih je Ljudevit Posavski prosil, da se mu pridružijo v boju proti Frankom. Donavski Obodriti so ostali v Banatu in se upirali Bolgarom do leta 824, potem pa se o njih ni več pisalo.
Bolgarski kan je na frankovski dvor poslal delegacijo z zahtevo, da se natančno določi meja z Bolgarijo. Pogajanja so trajala do leta 826, ko so jih Franki prekinili. Bolgari so na prekinitev odgovorili z napadom na Slovane v Panoniji in jih podjarmili. Po Dravi navzgor so poslali svoje ladjevje in opustošili Gornjo Panonijo severno od Drave. Več bojev je bilo še leta 829, ko so Bolgari premagali še zadnje nekdanje slovanske zaveznike.
Bolgarski kanat, kasneje cesarstvo, je vodil takšno ekspanzionistično  politiko, da je sosednjim ljudstvom najprej vsilil plačevanje davka in obveznost služenja v bolgarski vojski (societas), lokalna uprava pa je ostala v domeni lokalnih vladarjev. Ko se je potreba po takšni obliki zavezništva prenehala, je sosedom vsilil svojo neposredno in absolutno oblast in jih v celoti vključil v bolgarski politični in kulturni sistem.

## Življenje in vladanje
Vlastimir je okrog leta 830 nasledil svojega očeta, arhonta Srbije Prosigoja, in združil okoliška srbska plemena.  Združitev je bila verjetno posledica  širjenja Bolgarskega kanata proti srbskim mejam in potrebe po samoobrambi  ali  morda želje po preprečenju vdora Bolgarov v Makedonijo. Srbi so za svojega suverena priznali bizantinskega cesarja Teofila. Bolgarsko agresivnost je spodbujala tridesetletna mirovna pogodba z Bizantinskim cesarstvom iz leta 815, ki je bila še v veljavi.

### Vojna z Bolgarskim kanatom
Po pisanju bizantinskega cesarja Konstantina VII. so Srbi in Bolgari živeli v miru do bolgarske invazije leta 839 v zadnjih letih Teofilove vladavine. Kaj je sprožilo vojno ni povsem znano, ker Konstantin VII. na to vprašanje ne daje jasnega odgovora.  Vojna bi lahko bila posledica bolgarskega prodiranja proti jugozahodu ali rivalstva med Bolgari in Bizantinci, v katerem je bila Srbija bizantinska zaveznica. Vanjo je bil verjetno vpleten tudi Teofil, ker bi z izgonom Bolgarov iz zahodne Makedonije tudi sam imel nekaj koristi. J. Bury meni, da bi prav to lahko pojasnilo začetek vojne, Zlatarski pa domneva, da je cesar Srbom v zameno ponudil popolno neodvisnost.
Presijanov  napad na Srbe leta 839 je sprožil tri leta trajajočo vojno. Srbi so se umaknili v težko dostopne gozdove in soteske in obvladovali vojskovanje na hribovitem terenu. Vojna se je končala  s prepričljivo zmago Srbov. Presijan je izgubil veliko svojih mož in bil prisiljen na umik s srbskega ozemlja.  Leta 842 je  cesar Teofil  umrl in Vlastimirjeve obveznosti do Bizantinskega cesarstvaso se končale.
Poraz Bolgarov, ki so v 9. stoletju postali ena od najmočnejših sil na Balkanu, kaže, da je bila Srbija organzirana država, sposobna obraniti  svoje meje, saj je zmaga v takšni vojni  zahtevala visoko vojaško in upravno organiziranost. Ali je Srbija v tistem času imela tudi sistem utrdb in vojaško organizacijo, ki je natančno določala vlogo župana, ni znano.

### Širjenje države
Po zmagi nad Bolgari se je Vlastimirjev položaj okrepil. Svojo državo je začel širiti proti zahodu in zasedel Bosno in Hercegovino (Hum). Leta 747 ali 748 je svojo  hčerko poročil s Krajino Belojevićem, sinom trebinjskega  župana Beloja. S poroko je svojega zeta povišal v arhonta, Belojeviće pa v  vladarje Travunije. 
Politična poroka Vlastimirjeve hčerke in povišanje naslova praktično neodvisnega travunskega župana v arhonta kaže, da je bil Vlastimir vladar, ki je zelo dobro razumel monarhistično ideologijo zgodnjega srednjega veka. Poroka se je morda zgodila pred konfliktom z Bolgari, kar odpira novo teorijo, da je bila vojna odgovor na povišanje Vlastimirjevega  političnega položaja, s katerim je s pomočjo Bizanca dobil  pravico, da potrjuje vladarje sosednjih srbskih kneževin. Čeprav je blo Vlastimirjevo podeljevanje naslovov bolj simbolično kot upravno politično, kaže, da je to pravico imel in da je bil vodilni vladar v srbskih kneževinah.
V De administrando imperio  so kot Srbi opisani tudi Paganci, bolj znani kot Neretvani. Bili so razvpiti pirati, ki so se na Jadranu stalno spopadali z Benečani in ubili več kot sto mož doža Pietra Tradonica.
Kmalu po letu 846 in izteku tridesetletne mirovne pogodbe sta Malamir ali Presijan napadla  dolini Strume in Meste. Cesarica regentka in Teofilova žena Teodora (vladala 842-855) je kot povračilo napadla bolgarsko Trakijo. Po sklenitvi kratkotrajnega miru je Malamir nadaljeval pohod v Makedonijo in osvojil Pomoravje na meji med Srbijo in Bolgarskim kanatom. Leta 844 je anonimni bavarski geograf omenil Merehane (Moravce) kot ljudstvo, ki je naseljeno na najbolj oddaljeni meji frankovske države. Živeli so v porečju Morave in jih Bolgari še niso podjarmili.  Po letu 845 so postali bolgarski societas. Zadnjič so omenjeni leta 853.
Bizantinci so bili dejavni tudi v zaledju Dalmacije zahodno od Srbije. Strategos Dalmatinske teme se je leta 846 in 848 spopadel s frankovskim vazalom, hrvaškim knezom Trpmirjem in bil obakrat poražen.
Vlastimirja so po smrti okrog leta 851 nasledili njegovi trije sinovi.

## Družina
Vlastimir je imel tri sinove in hčerko:
- Mutimirja, kneza, vladal 851–891,
- Strojimirja,  kneza, ki je kot sovladar vladal  od 851 do 880. let,
- Gojnika, kneza, ki je kot sovladar vladal od  851 do 880. let, in
- neimenovano hčerko, poročeno s Krajino Belojevićem.

## Zapuščina
Vlastimirjevi sinovi so kmalu po očetovi  smrti  leta 853 ali 854 uspešno odbili napad Borisa I. Bolgarskega, ujeli poveljnika, borisovega sina Vladimirja Rasata, in dvanajst bojarjev. Bolgari so se nameravali maščevati za poraz v vojni 839-842. Sprti strani sta nato sklenili mir ali celo zavezništvo.   Mlajša brata sta se kasneje iz neugotovljenega vzroka uprla starejšemu bratu Mutimirju, ki ju je porazil in kot poroka za mir poslal na bolgarski dvor v Plisko.
Mutimir se je leta 867-868 na strani Bazilija I.  udeležil vojne proti Saracenom in po njej zaprosil cesarja, da pokrsti njegove podložnike. V Srbijo so prišli bizantinski duhovniki in ustanovili srbsko škofijo. Pokristjanjenje je razvidno iz sprememb osebnih imen v naslednji generaciji srbskih vladarjev, na primer Petra Gojnikovića in Pavla Branovića. V naslednjih desetletjih so se za nasledstvo borile vse tri veje Vlastimirjevih sinov.
Borisa I. je  velikomoravski   knez Rastislav zaprisil, naj napade Ludvika Nemškega v Vzhodni Frankovski. Bolgarsko-slovanski napad se je končal s polomom in sklenitvijo miru  leta 855. Naslednje leto je bizantinska vojska pod poveljstvom cesarja Mihaela III. in cezarja Barda osvojila izgubljeni Filipopolis (Plovdiv), Zagoro in črnomorska pristanišča v Burgaškem zalivu. Bizantinci so kanat napadli ponovno v času lakote in naravnih katastrof in prisilili Borisa k podpisu miru in spreobrnitev v krščanstvo. V zameno so mu vrnili Zagoro. V Pliski je bila okrog leta 870 ustanovljena Bolgarska pravoslavna cerkev. 
11. julija 2006 je Republika Srbija na dražbi v Münchnu kupila zlat Strojimirjev pečatni prstan iz leta 855-896. Prstan je bizantinsko ročno delo iz Aten, Soluna ali Konstantinopla. Tehta 15,64 g.  Na njem je patriarhalni križ in napisom v grškem jeziku, ki se bere:  »Strojimir« in »Bog, pomagaj Srbiji«.
Po Vlastimirju se imenuje ulica v Novem Sadu.